# Chokladboll

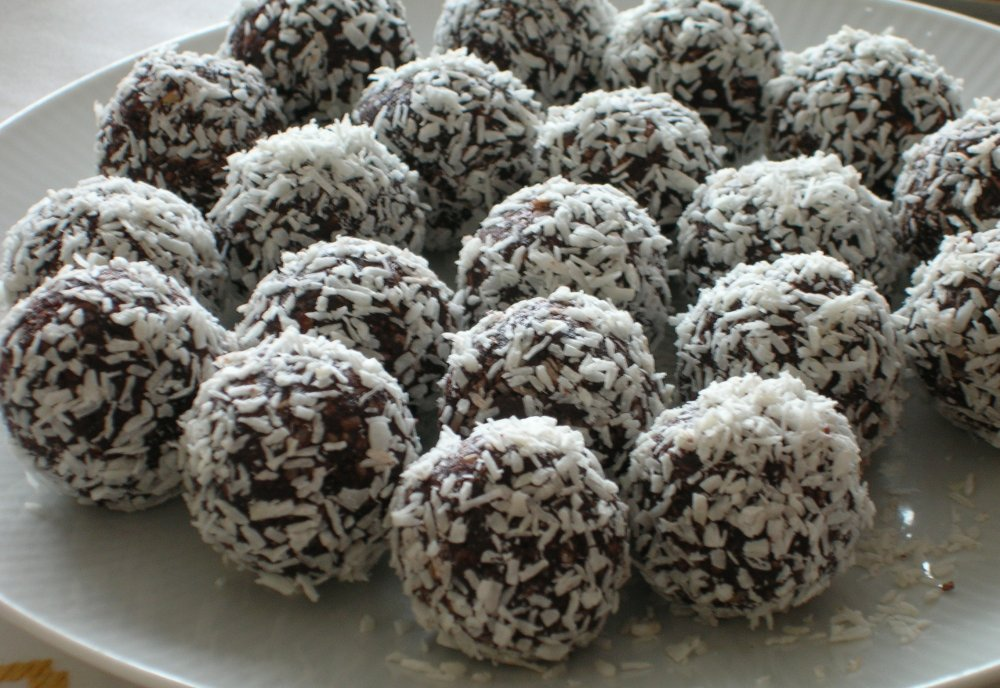
Chokladbollar mit Kokosstreuseln

Der Chokladboll (Plural: chokladbollar; deutsch: „Schokoladenball“), der im Schwedischen auch havreboll („Haferball“) oder negerboll („Negerball“) genannt wird, ist eine kleine kugelförmige Backwarenspezialität aus Schweden. Mit Kokosstreuseln behaftet wird er auch als kokosboll („Kokosball“) bezeichnet, allerdings wird dieser Begriff auch bei skumbollar („Schaumbälle“) benutzt. Der Begriff negerboll wird in schriftlicher Form (zum Beispiel in Rezeptbüchern oder auf Speisekarten) seit Beginn des 21. Jahrhunderts immer seltener verwendet, was als Folge der Diskussion um die rassistische Konnotation des Begriffs verstanden werden kann, vergleichbar mit der Diskussion um die deutschen Begriffe Negerkuss und Schokokuss.

## Zubereitung
Chokladbollar werden aus Zucker, Speisefett, Haferflocken, Kakao, Vanillezucker und gelegentlich auch aus ein paar Tropfen starkem Kaffee oder Rum hergestellt. Die Zutaten werden gut vermischt und der Teig daraufhin zu kleinen Kugeln geformt. Die Kugeln werden dann oft in Hagelzucker oder Kokos gerollt und anschließend kühl gelagert oder direkt verzehrt. Da viele Schweden diese Zutaten zuhause vorrätig haben, gehören die chokladbollar zu den weit verbreiteten selbstgemachten Gebäcken in Schweden.

## Name und Diskussion
Eine Konditorei in Sjöbo, die das Gebäck als negerboll anbot, wurde 2003 beim „Ombudsmann gegen ethnische Diskriminierung“ von einer Privatperson angezeigt. Die darauf folgende Untersuchung wurde eingestellt, da der Klageführer nicht persönlich gekränkt wurde. Als Vorsichtsmaßnahme wurde jedoch angeordnet, dass Unternehmen den Begriff negerboll unter Androhung einer Strafe von 100.000 schwedische Kronen nicht mehr verwendet werden durften, weil er veraltet und leicht mit Sklaverei, Unterdrückung und Mangel an Respekt vor anderen Menschen verbunden werden könnte.
Der Begriff chokladboll erschien im Wörterbuch der Svenska Akademien erstmals in der Auflage von 2006 zusammen mit negerboll. In den vorherigen Ausgaben kam nur der Begriff negerboll vor.